# Louis Daguerre
Louis-Jacques-Mandé Daguerre (Cormeilles-en-Parisis, 18 novembre 1787 – Bry-sur-Marne, 10 luglio 1851) è stato un artista, chimico e fisico francese, riconosciuto universalmente come l'inventore del processo fotografico chiamato dagherrotipo.

## Biografia

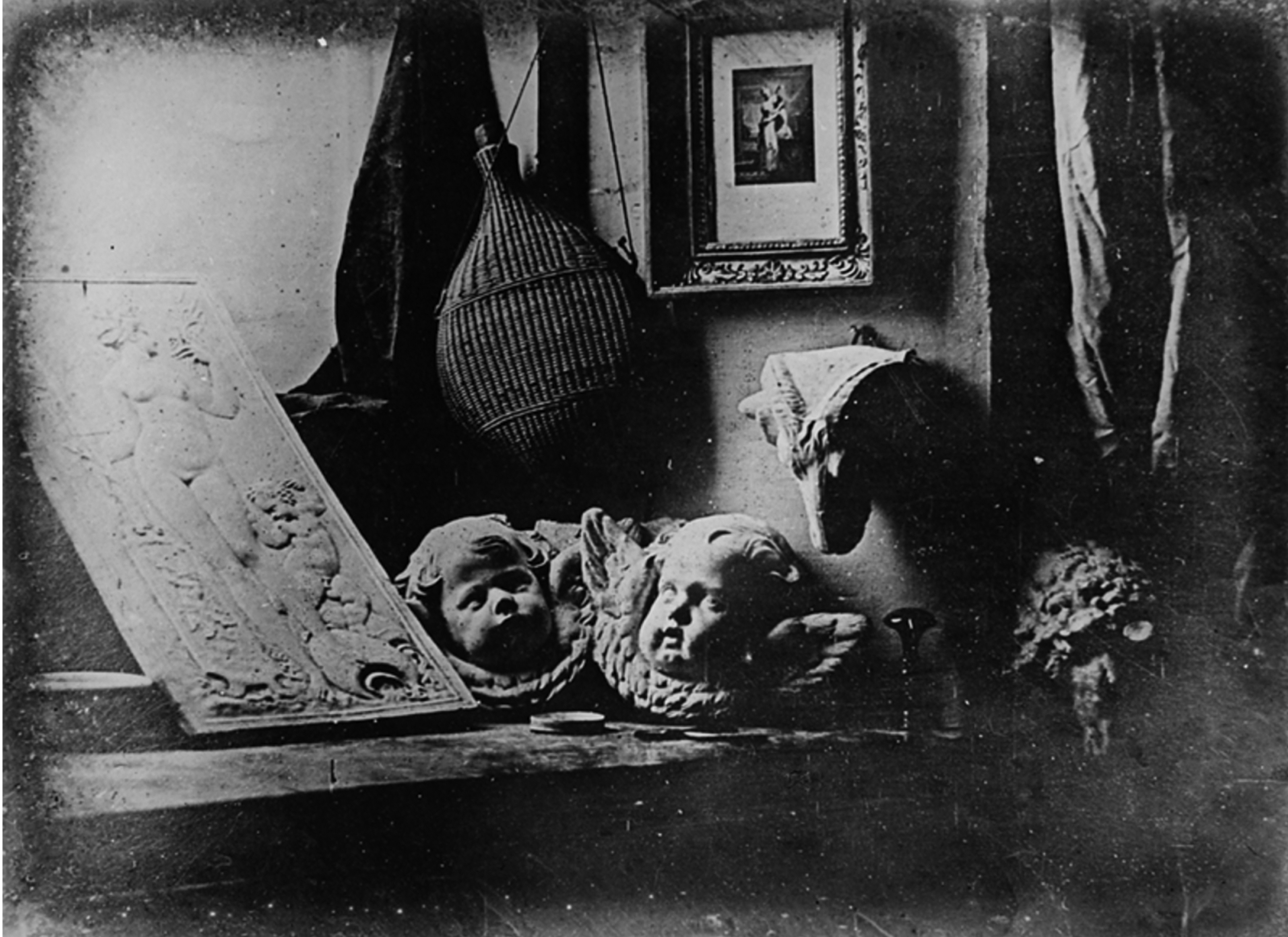
L'Atelier de l'artiste, un dagherrotipo del 1837

Firma di Louis Daguerre

Aveva trascorso l'infanzia presso Orléans dove il padre era impiegato nella tenuta reale. Iniziò a lavorare agli allestimenti dell'Opéra de Paris, facendosi così una notevole esperienza nel campo del disegno e della scenografia.
Fu allievo di Pierre Prévost, il primo pittore francese di panorami. Pittore e scenografo teatrale sarà lui a inventare l'utilizzo a teatro del diorama, una sorta di fondale dipinto con l'aiuto della camera oscura, su cui venivano proiettate luci e colori di intensità diversa in modo da creare effetti molto particolari. In questa attività si avvale della fondamentale collaborazione del pittore Hippolyte Sebron, al quale però nega qualsiasi riconoscimento attribuendo a sé ogni dipinto.
Dal 1824 inizia a fare esperimenti per riuscire a fissare l'immagine ottenuta attraverso la camera oscura. Inizia una corrispondenza con Joseph Niépce, e sei anni dopo la morte di quest'ultimo, Daguerre riuscirà a mettere a punto la tecnica che prenderà il suo nome, la dagherrotipia. Questa sarà resa pubblica nel 1839 dallo scienziato François Arago in due distinte sedute pubbliche presso l'Académie des Sciences e dell'Académie des beaux-arts.
L'invenzione, resa di pubblico dominio, frutterà all'autore, e al figlio di Niépce, una pensione vitalizia, donatagli dal Governo in cambio della libera circolazione dei dettagli del processo.
Louis Daguerre morì il 10 luglio 1851 a causa di un attacco cardiaco, a Bry-sur-Marne, a 12 chilometri da Parigi. Sulla sua tomba è stato costruito un monumento in suo onore.

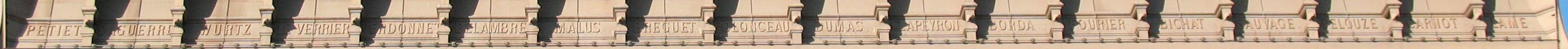
Il nome di Daguerre sulla Torre Eiffel (il secondo da sinistra)

Il suo nome è stato inciso sulla facciata La Bourdonnais della Torre Eiffel.

## Influenze, citazioni e omaggi
- Il dagherrotipo prende il nome da Louis Daguerre.
- A Louis Daguerre è dedicato 3256 Daguerre, un asteroide della fascia principale.
- Anche il cratere Daguerre sulla Luna prende il nome dall'inventore.